# Успенская церковь (Бортсурманы)
Церковь в честь Успения Пресвятой Богородицы — действующая православная церковь в селе Бортсурманы. Входит в состав Пильнинского благочиннического округа Лысковской епархии.

## История
Строительство каменного храма завершено в 1785 году. В конце XIX века пристроен правый придел в честь святителя Николая Чудотворца, в начале XX века — левый придел во имя святителя Иоанна Златоуста.
В 1913 году в село приезжала комиссия из Нижегородской духовной консистории для расследования устных и печатных сообщений о чудесах, связанных с батюшкой Алексием Бортсурманским.
Чудеса подтвердились, но канонизации святого помешали Первая мировая война и Октябрьская революция.
Летом 1918 года был жестоко убит отец Михаил (Воскресенский), служивший в Бортсурманах с 1910 года. Священномученик Михаил был прославлен на Юбилейном Архиерейском Соборе в 2000 году.
Храм был закрыт в 1934 году. После закрытия в приделе в честь святителя Иоанна Златоуста находился клуб, в остальных помещениях — колхозный склад. Затем все помещения были передано под склад.
В 1989 году был открыт приход. Богослужения проходили в молитвенном доме, под который было переоборудовано производственное помещение.
Вновь освящён 17 августа 1993 года.
К 2006 году был полностью восстановлен центральный придел и подведён газ.
21 марта 2010 года в церкви совершил Божественную литургию архиепископ Георгий.

## Святыни
С 17 августа 2000 года в церкви покоятся мощи святого праведного Алексия Бортсурманского.

## Настоятели
Настоятелем храма является протоиерей Андрей Смирнов.
Одним из современных настоятелей был протоиерей Вячеслав Чернышов, назначенный затем благочинным Лысковского и Княгининского округов.